# Brachypeza
Brachypeza is een muggengeslacht uit de familie van de paddenstoelmuggen (Mycetophilidae).

## Soorten
- B. armata Winnertz, 1863
- B. bisignata Winnertz, 1863
- B. brevitibia Van Duzee, 1928
- B. dentica (Guthrie, 1917)
- B. divergens Johannsen, 1912
- B. errans (Garrett, 1925)
- B. obscura Winnertz, 1863
- B. radiata Jenkinson, 1908
- B. subarmata Zaitzev, 1989